# União Soviética nos Jogos Olímpicos de Verão de 1972
A União Soviética competiu nos Jogos Olímpicos de Verão de 1972, realizados em Munique, Alemanha Ocidental.